# ارتوراس بولاوسكاس
ارتوراس بولاوسكاس (بالليتوانية: Artūras Paulauskas) (و. 1953 – م) هو سياسي، ومحام من ليتوانيا ولد في فيلنيوس.

## روابط خارجية
- ارتوراس بولاوسكاس على موقع مونزينجر (الألمانية)